# Aphanopus
Aphanopus è un genere di pesci ossei marini appartenente alla famiglia Trichiuridae.

## Distribuzione e habitat
I membri del genere si incontrano in tutti gli oceani. Aphanopus carbo è presente nell'Oceano Atlantico europeo. Nessuna specie è presente nel mar Mediterraneo.

## Specie
- Aphanopus arigato
- Aphanopus beckeri
- Aphanopus capricornis
- Aphanopus carbo
- Aphanopus intermedius
- Aphanopus microphthalmus
- Aphanopus mikhailini[1]